# Bildersturm von Goch
Der Bildersturm von Goch ist eine Episode des Dreißigjährigen Krieges, in der die Pfarrkirche Maria-Magdalena in Goch von holländischen Truppen verwüstet wurde.
1625 wurde Goch von den Spaniern beherrscht. Am 28. Januar 1625 drang der mit Brandenburg verbündete Gouverneur von Nijmegen, Lambert Charles, mit 1130 Mann in Goch ein. Sie kamen durch die Stadtmauer in der Nähe des Frauentors, die an dieser Stelle einige Zeit vorher eingestürzt war. Sie wurden von zwei Gocher Verrätern unterstützt. Begünstigt wurde der Überfall durch den zugefrorenen Stadtgraben. Die spanischen Besatzer zogen sich zurück. Trotzdem gelang es den Holländern, 400 Spanier gefangen zunehmen und in die Pfarrkirche Maria-Magdalena einzudringen.
In einem wütenden Bildersturm wurden Bänke, Beichtstühle, hölzerne Figuren, Bilder sowie Altäre und Skulpturen zerstört. Mitten in der Kirche wurden diese Gegenstände aufgestapelt und verbrannt. Es wird die Geschichte erzählt, dass ein Soldat ein Kreuz von der Wand entfernen wollte. Dabei brach dieser sich den Arm. Vor lauter Ärger wollte ein anderer Soldat dem gekreuzigten Jesus ins Gesicht schießen, dabei explodierte das Gewehr und riss dem Schützen einen Arm ab. Erst dann ließen die Soldaten von dem Kreuz ab, das heute noch über dem Taufbecken hängt. Erst als alles verbrannt war, zogen sie weiter.
Dieser Bildersturm war die Rache des Gouverneurs von Nijmegen, weil 16 Gocher Bürger 1615 in Kleve nicht hingerichtet worden waren. Sie hatten aufgrund von Verleumdungen des Predigers Cerporinus vor Gericht gestanden. Lambert Charles hatte nicht viel von diesem Überfall, denn nach kurzer schwerer Krankheit starb er unerwartet am 7. Februar 1625.